# Kathleen Weiß
Pour les articles homonymes, voir Weiß.
Kathleen Weiß est une ancienne joueuse allemande de volley-ball née le 2 février 1984 à Schwerin. Elle mesure 1,71 m et jouait au poste de passeuse. Elle a totalisé 311 sélections en équipe d'Allemagne. Elle a mis un terme à sa carrière de volleyeuse professionnelle en août 2019.

## Clubs
| Club                   | De        | À         |
| ---------------------- | --------- | --------- |
| Schweriner SC          | 1993-1994 | 1999-2000 |
| 1. VC Parchim          | 2000-2001 | 2002-2003 |
| Schweriner SC          | 2003-2004 | 2007-2008 |
| Martinus Amstelveen    | 2008-2009 | 2008-2009 |
| Sirio Perugia          | 2009-2010 | 2009-2010 |
| Igtisadchi Bakou       | 2010-2011 | 2010-2011 |
| Spes Volley Conegliano | 2011-2012 | 2011-2012 |
| Chieri Volley          | jan 2012  | mai 2012  |
| Volley Bergamo         | 2012-2013 | 2013-2014 |
| VK Prostějov           | 2014-2015 | 2015-2016 |
| MKS Dąbrowa Górnicza   | 2016-2017 | 2016-2017 |
| VK Prostějov           | 2017-2018 | 2017-2018 |
| VK Maritsa Plovdiv     | 2018-2019 | 2018-2019 |

## Palmarès

### Équipe nationale
- Championnat d'Europe
  - Finaliste : 2011, 2013.
- Ligue européenne
  - Vainqueur: 2013.

### Clubs
- Championnat des Pays-Bas (1)
  - Vainqueur : 2009.
- Coupe des Pays-Bas (1)
  - Vainqueur : 2009.
- Championnat d'Allemagne (4)
  - Vainqueur : 2000, 2001, 2002, 2006.
- Coupe d'Allemagne (3)
  - Vainqueur :  2001, 2006, 2007.
- Coupe d'Italie
  - Finaliste : 2014.
- Coupe de République tchèque
  - Vainqueur: 2015, 2016, 2018.
- Championnat de République tchèque
  - Vainqueur : 2015, 2016, 2018.
- Coupe de Bulgarie
  - Vainqueur : 2019.
- Championnat de Bulgarie
  - Vainqueur : 2019.

### Distinctions individuelles
- Championnat d'Europe féminin de volley-ball des moins de 18 ans 2001: Meilleure serveuse.